# Volta Aluminum Company
La Volta Aluminium Company, souvent désigné sous l'acronyme VALCO, est une entreprise produisant de l'aluminium, basée à Tema, Région d'Accra, fondée par Kaiser Aluminium et maintenant détenue par le gouvernement du Ghana.

## Histoire
En 1961, Kaiser Aluminium et le Gouvernement du Ghana ont investi dans le projet hydroélectrique d'Akosombo, pour fournir de l'énergie pour ses fonderies d'aluminium. La société a négocié des conditions favorables avec le gouvernement pour la livraison d'électricité. L'accord a été renégocié en 1985, par le gouvernement Rawlings, afin de refléter l'augmentation de la valeur de l'énergie électrique.
En mai 2003, VALCO a complètement fermé en raison de problèmes dans la négociation d'un approvisionnement en électricité. Le 4 août 2004, Alcoa et le gouvernement de la République du Ghana ont annoncé qu'ils avaient finalisé les accords afin de redémarrer l'aluminerie de Tema, au Ghana, pour le compte VALCO. Le plan, qui inclut le redémarrage de 3 lignes d'électrolyse à VALCO, soit 120 000 tonnes par an, devait être mis en œuvre au premier trimestre de 2006.
En juin 2008, ALCOA a vendu ses 10 % au capital de VALCO au gouvernement du Ghana.

## Les opérations de Valco
VALCO réalise l'électrolyse de l'alumine pour la production d'aluminium en lingots à sa fonderie de Tema. Localement, l'un des principaux Ghanéen client de VALCO est Aluworks. L'une des motivations pour l'établissement de l'usine a été la disponibilité locale de la bauxite, la principale matière première de l'alumine, VALCO ayant par ailleurs importé massivement de l'alumine pour produire de l'aluminium.